# 27
Het jaar 27 is het 27e jaar in de 1e eeuw volgens de christelijke jaartelling.

## Gebeurtenissen

### Italië
- Keizer Tiberius trekt zich terug op het eiland Capri en laat Lucius Aelius Seianus, de prefect van de pretoriaanse garde, regeren over het Romeinse Keizerrijk.
- In Rome breekt een grote brand uit, waarbij het houten amfitheater van Fidenae in vlammen opgaat en instort. Hierbij komen 20.000 toeschouwers om het leven.

## Geboren
- Gaius Petronius Arbiter, Romeins schrijver (overleden 66)
- Herodes Agrippa II, koning van Judea (overleden 92)